# Ranielli José Cechinato
Ranielli José Cechinato (Curitiba, 19 december 1970), kortweg Ranielli, is een voormalig Braziliaans voetballer.

## Carrière
Hij begon zij carrière als profvoetballer in 1988 bij Caxias. Twee jaar werd Ranielli geleend aan Palmeiras, waar hij twee seizoenen voor speelde. Nadien speelde Ranielli onder meer voor Santos en Vasco da Gama. Na veertien jaar als profvoetballer te hebben gespeeld, zette de middenvelder in 2002 in punt achter zijn carrière. Daarna werd Ranielli voetbalmakelaar.

## Statistieken (Japan)
| Japan   | Japan          | Japan       | League | League | Emperor's Cup | Emperor's Cup | J-League Cup | J-League Cup | Totaal | Totaal |
| Seizoen | Club           | League      | Wed.   | Goals  | Wed.          | Goals         | Wed.         | Goals        | Wed.   | Goals  |
| ------- | -------------- | ----------- | ------ | ------ | ------------- | ------------- | ------------ | ------------ | ------ | ------ |
| 1999    | Avispa Fukuoka | J. League 1 | 1      | 0      | 1             | 0             | 0            | 0            | 2      | 0      |
| Totaal  | Totaal         | Totaal      | 1      | 0      | 1             | 0             | 0            | 0            | 2      | 0      |